# Himno de Boyacá
El himno a Boyacá fue aprobado por la Asamblea del Departamento de Boyacá mediante la Ordenanza 47 de 1967 y sancionado mediante el Decreto 218 del mismo año.

El autor de la letra es el poeta Pedro Medina Avendaño, natural de Combita (1922-2012) autor de la obra “Las breves horas” e “Himnos y canciones”. 
“Es uno de los más fielmente han sabido captar el aroma de la poesía que emana de la provincia boyacense. Un notable recato de las imágenes, un pronunciado dejó nostálgico y un delicado pudor verbal, imprimen a sus poemas un carácter muy particular”
(Vicente Landinez Castro).
El compositor de la música del himno de Boyacá es el célebre artista y gran músico Jorge Camargo Spolidore (1912-1975), natural da Sogamoso. Entre sus composiciones más conocidas señalamos: sus bambucos “Chatica linda”, Mi canoa y yo”, “Celos”, “No ti hagás la indijerente”, “Cuando sias mi mujercita” y otras

## Letra
El Coro y las estrofas que son cantadas son las siguientes:.
CORO
Adelante! a la cima que guarda
la memoria de tanto inmortal.
Dulce tierra que extiende los brazos 
de occidente a la pampa solar

I
En su entraña hay jardines de hierro, 
está el oro en el rubia aluvión,
parpadea la verde esmeralda 
en la niebla del gris socavón 

II
Siempre han sido sus hombres primeros 
en el bien, en la guerra, en la paz,
en el cielo no falta una estrella
en las almas siempre hay un cantar 
III
Aquel trae la eterna armonía
con el númen de Flórez y Ortíz
es antorcha que opone a la muerte
alta valla de aurora sin fin.
IV

Otros vienen del aula fecunda
animados del genio creador,
a esculpir en el muro del tiempo
la esperanza de un mundo mejor.